# Julus spinosus
Julus spinosus är en mångfotingart som beskrevs av Ribaut 1904. Julus spinosus ingår i släktet Julus och familjen kejsardubbelfotingar. Inga underarter finns listade i Catalogue of Life.